# Eleições legislativas regionais nos Açores em 2008
As eleições legislativas regionais nos Açores em 2008, também designadas eleições para a Assembleia Legislativa da Região Autónoma dos Açores, realizaram-se a 19 de outubro e delas resultou a vitória do Partido Socialista (PS), liderado por Carlos César.
A campanha eleitoral para as legislativas regionais nos Açores decorreu de 5 a 17 de outubro.
A abstenção foi de 53,34%, ou seja, dos 192 943 eleitores recenseados votaram 90 030.

## Partidos
Os partidos e coligações que concorreram às eleições para a Assembleia Legislativa da Região Autónoma dos Açores em 2008 foram os seguintes:
| Sigla | Sigla   | Partido/Coligação                    |
| ----- | ------- | ------------------------------------ |
|       | B.E.    | Bloco de Esquerda                    |
|       | CDS–PP  | Partido Popular                      |
|       | MPT     | Partido da Terra                     |
|       | PCP–PEV | CDU – Coligação Democrática Unitária |
|       | PDA     | Partido Democrático do Atlântico     |
|       | PPD/PSD | Partido Social Democrata             |
|       | PPM     | Partido Popular Monárquico           |
|       | PS      | Partido Socialista                   |

## Resultados
Resultados regionais apurados pela Comissão Nacional de Eleições.
| Partido                                  | Partido         | Candidato          | Votos  | Votos (%) | Votos (±) | Assentos | Assentos (%) | Assentos (±) |
| ---------------------------------------- | --------------- | ------------------ | ------ | --------- | --------- | -------- | ------------ | ------------ |
|                                          | PS              | Carlos César       | 44 940 | 49,92%    | −7,05%    | 30       | 52,63%       | −1           |
|                                          | PPD/PSD         | Carlos Costa Neves | 27 254 | 30,27%    | +30,27%   | 18       | 31,58%       | +18          |
|                                          | CDS–PP          | Artur Lima         | 7 857  | 8,73%     | +8,73%    | 5        | 8,77%        | +5           |
|                                          | B.E.            | Zuraida Soares     | 2 972  | 3,3%      | +2,33%    | 2        | 3,51%        | +2           |
|                                          | PCP–PEV(a)      | Aníbal Pires       | 2 829  | 3,14%     | +0,35%    | 1        | 1,75%        | +1           |
|                                          | MPT             | -                  | 674    | 0,75%     | +0,4%     | 0        | 0%           | 0            |
|                                          | PDA             | -                  | 627    | 0,7%      | +0,47%    | 0        | 0%           | 0            |
|                                          | PPM             | Paulo Estevão      | 423    | 0,47%     | +0,19%    | 1        | 1,75%        | +1           |
| Totais                                   | Totais          | Totais             | 87 576 |           |           | 57       |              |              |
| Votos em Branco                          | Votos em Branco | Votos em Branco    | 1 685  | 1,87%     | +1,04%    |          |              |              |
| Votos Nulos                              | Votos Nulos     | Votos Nulos        | 770    | 0,86%     | +0,12%    |          |              |              |
| Participação                             | Participação    | Participação       | 90 031 | 46,66%    | −8,57%    |          |              |              |
| ↑(a) PCP e PEV concorreram em coligação. |                 |                    |        |           |           |          |              |              |
| Fonte: Comissão Nacional de Eleições     |                 |                    |        |           |           |          |              |              |